# Никулино (Торопецкий район)
Никулино — деревня в Торопецком районе Тверской области. Входит в состав Плоскошского сельского поселения.

## География
Расположена примерно в 1 километре к западу от села Волок на реке Канашевка.

## Население
Население по переписи 2002 года — 14 человек (100% русские), по переписи 2010 года — 7 человек.